# Lezioni di letteratura russa
Lezioni di letteratura russa è una raccolta di appunti per lezioni tenute da Vladimir Nabokov alla Stanford University Summer School (1941), al Wellesley College e poi alla Cornell University (1948). La raccolta è stata pubblicata in inglese nel 1981, a cura e con introduzione di Fredson Bowers.

## Capitoli
1. Scrittori, censori e lettori russi[1]
  1. Nikolaj Gogol':
Le anime morte
Il cappotto
  2. Ivan Turgenev:
Padri e figli
  3. Fëdor Dostoevskij:
Delitto e castigo
Memorie dal sottosuolo
L'idiota
I demoni
  4. Lev Tolstoj:
Anna Karenina
La morte di Ivan Il'ič
  5. Anton Čechov:
La signora con il cagnolino
Nel burrone
Note sul Gabbiano
  6. Maksim Gor'kij:
La zattera
2. Filistei e filiteismo
3. L'arte della traduzione
4. Congedo
5. Appendice: appunti di Nabokov per un esame di letteratura russa

## Edizioni italiane
- Lezioni di letteratura russa, traduzione di Ettore Capriolo, Collana Saggi blu, Milano, Garzanti, 1987,  p. 376, ISBN 88-11-67501-4. - Collana Gli elefanti, Garzanti, 1994.
- Lezioni di letteratura russa, A cura di Cinzia De Lotto e Susanna Zinato, Collana Biblioteca n.718, Milano, Adelphi, 2021,  p. 467, ISBN 978-88-459-3536-7.